# Đàm Trác
Đàm Trác (giản thể: 谭卓; phồn thể: 譚卓; bính âm: Tán Zhuó, sinh ngày 25 tháng 9 năm 1983) là một nữ diễn viên truyền hình và điện ảnh Trung Quốc. Cô xuất hiện trong các bộ phim Spring Fever (2009, bị cấm ở Trung Quốc), Dying to Survive (2018, một trong những phim có doanh thu cao nhất ở Trung Quốc) và phim truyền hình Diên Hi công lược năm 2018.

## Danh sách phim

### Điện ảnh
| Năm  | Tựa đề                   | Tựa tiếng Trung | Vai diễn  | Ghi chú |
| ---- | ------------------------ | --------------- | --------- | ------- |
| 2009 | Spring Fever             | 春风沉醉的晚上  | Li Jing   | [ 4 ]   |
| 2011 | Hello! Mr. Tree          | 树先生          | Xiao Mei  |         |
| 2018 | Dying to Survive         | 我不是药神      | Liu Sihui | [ 6 ]   |
| 2018 | Last Letter              | 你好，之华      | Ji Hong   | [ 7 ]   |
| 2018 | The Kiss Addict          |                 |           |         |
| 2018 | End of Summer            | 西小河的夏天    | Huifang   |         |
| 2018 | Wrath of Silence         |                 |           |         |
| 2019 | The Bravest              | 烈火英雄        | Li Fang   |         |
| 2019 | Gone with the Light      | 被光抓走的人    |           | [ 8 ]   |
| 2019 | Sheep Without a Shepherd | 误杀            | Ayu       |         |

### Phim truyền hình
| Năm  | Tựa đề            | Tựa tiếng Trung | Vai diễn      | Ghi chú |
| ---- | ----------------- | --------------- | ------------- | ------- |
| 2018 | Diên Hi công lược | 延禧攻略        | Cao Ninh Hinh | [ 9 ]   |
| 2019 | Hạo Lan truyện    | 皓镧传          | Lady Huayang  | [ 9 ]   |
| 2020 | Together          | 在一起          |               |         |